# Peter Antes

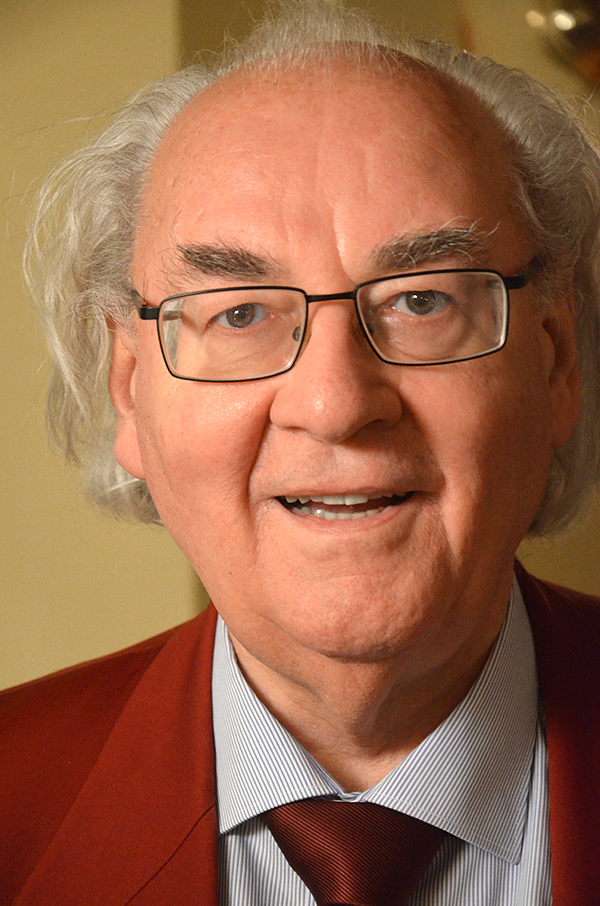
Der Religionswissenschaftler Peter Antes

Peter Johannes Antes (* 29. Oktober 1942 in Mannheim) ist ein deutscher Religionswissenschaftler.

## Leben
Peter Antes studierte Religionswissenschaft, katholische Theologie und Orientalistik an der Albert-Ludwigs-Universität Freiburg und der Universität Paris und wurde in Religionsgeschichte zum Doktor der Theologie und in Islamkunde zum Dr. phil. promoviert. Er habilitierte sich für Religionsgeschichte und vergleichende Religionswissenschaft in Freiburg. Seit 1973 ist er Professor für Religionswissenschaft an der Universität Hannover.
Er war von 1988 bis 1993 erster Vorsitzender und von 1993 bis 1997 stellvertretender Vorsitzender der Deutschen Vereinigung für Religionsgeschichte. Von 1995 bis 2000 war Antes Vizepräsident der International Association for the History of Religions, danach von 2000 bis 2005 ihr Präsident. Antes ist Mitglied im Kuratorium der Eugen-Biser-Stiftung.

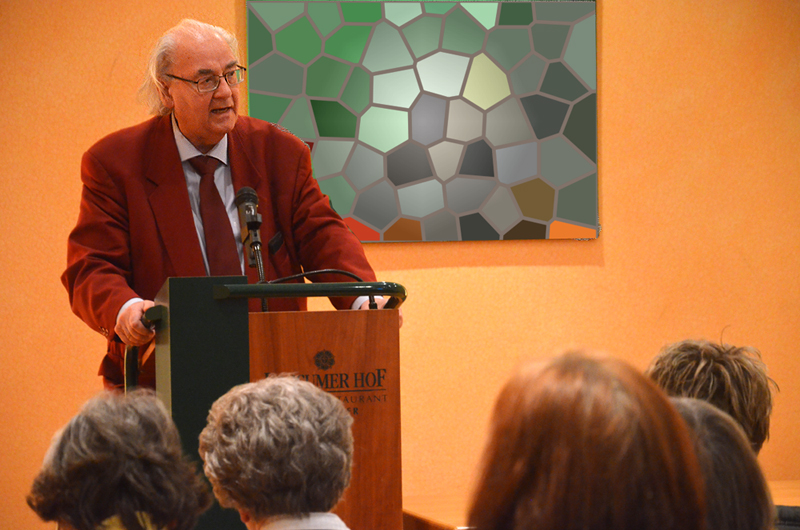
Antes beim Vortrag Kultur und Religionen in Hannover;
2017 auf Einladung vom Freundeskreis Hannover

## Auszeichnungen
- Chevalier dans l’Ordre des Palmes Académiques (1995)
- Verdienstkreuz Erster Klasse des Niedersächsischen Verdienstordens (2000)
- Wissenschaftspreis Premio Anassilaos International 2001. Arte Cultura e Scienze in Reggio Calabria (Italien)
- Commendatore dell’Ordine della Stella della Solidarietà Italiana (2007), seit 2011 Orden des Sterns von Italien
- Ehrenmitglied der Deutschen Vereinigung für Religionswissenschaft, der European Association for the Study of Religions und der International Association for the History of Religions
- Muhammad-Nafi-Tschelebi-Preis (2015)

## Schriften
- Der Islam als politischer Faktor. Herausgegeben von der Niedersächsischen Landeszentrale für politische Bildung, Hannover 1980; 2., erweiterte Auflage 1991; 4. Aufl. 2001.
- Die Botschaft fremder Religionen. Hinduismus, Buddhismus, Islam. Matthias Grünewald Verlag, Mainz 1981.
- Ethik und Politik im Islam. W. Kohlhammer Verlag, Stuttgart 1982.
- Christentum – eine Einführung. W. Kohlhammer Verlag, Stuttgart 1985.
- Jesus. Junius, Hamburg 1998.
  - Neuausgabe unter dem Titel: Jesus. Eine Einführung. Panorama, Wiesbaden 2005.
- Mach's wie Gott, werde Mensch. Das Christentum. Patmos Verlag, Düsseldorf 1999
- Grundriss der Religionsgeschichte. Von der Prähistorie bis zur Gegenwart. W. Kohlhammer Verlag, Stuttgart 2006.
- Religionen im Brennpunkt. Religionswissenschaftliche Beiträge 1976–2007. W. Kohlhammer Verlag, Stuttgart 2007.
- Vorwort zu: Martina Wegener: „Licht über Licht“ – Die Vernunfttradition des Islam. Kulturelle und religiöse Aspekte eines Dialogversuchs. Peter Lang Verlag, Frankfurt am Main 2008, ISBN 978-3-631-57944-2.
- Christentum. Eine religionswissenschaftliche Einführung. LIT, Berlin 2012.